# Josip Brumec
Josip Brumec zvani Pinči, zaslužni hrv. bh. stolnotenisač i stolnoteniski trener, svestrani športaš. legenda bh. stolnog tenisa, iz Kreke. Ponosito je isticao da je Krečanin i nikad nije volio da ga nazivaju Tuzlakom. Danas živi na relaciji Tuzla – Zagreb, gdje mu je obitelj. Bio je svestrani športaš. Bio je izvrstan rukometaš, dobar odbojkaš i strijelac, kuglač i nogometaš, šahist i skijaš. Najveće najveće dosege postigao je kao stolnoteniski trener. Predanim radom doveo je Kreku na europski zemljovid. Radio je u rudniku Đurđevik. Sve je svoje svoje slobodno vrijeme i umijeće posvetio Kreki. Obitelj mu je bila posvetila se DTV Partizanu, za čiji je stolnoteniski sastav Brumec nastupao. Trenirajući mlađe kategorije postigao je velike uspjehe. Do naslova državnog prvaka doveo je pionire i juniore DTV Partizana. U saveznim ligama nastupali su i stolnotenisači i stolnotenisačice. Odgojio je velike igrače kao što su Dražen Arsenović, Šida Čičko i Anica Vučijević, Zoran Dujaković, Derviš Čičko, Vesna Brumec i Vesna Fišer, Sandra Kitić i Snježana Jovičić, Dragan Hudić i Milenko Milanković, Sretko Stančić, Dragana Iveljić i Elvis Alagić Enko, Perica Ivanek, braća Rajčić, Štefica Zoljić, Vesna Simić i Vesna Gašparov, Majda Prole. Za svoj je grad izborio izgradnju jedinstvenog stolnoteniskog doma Stens. Otvoren je 4. srpnja 1978., što je danas trenutno jedini športski objekt u Kreki. Poznati športski novinar Miroslav Petrović napisao je za Brumca u Naša Kreka da je Brumec sinonim krečanskog načina života, a za Brumčev doprinos izgradnji športskog doma, piše da je upitno bi li šport postojao danas u Kreki.

## Nagrade
- Dobio je 2010. nagradu kao zaslužni športski djelatnik Općine Tuzla za 2009. godinu.[2]
- Športski savez Bosne i Hercegovine 2017. godine proglasio je najuspješnije športaše BiH za 2016. godinu, a Brumec je dobio nagradu za životno djelo za "cjeloživotnu posvećenost športu".[1]